# Quercus serratoides
Quercus serratoides là một loài thực vật có hoa trong họ Cử. Loài này được Uyeki miêu tả khoa học đầu tiên năm 1932.